# Seč (district d'Ústí nad Orlicí)
Pour les articles homonymes, voir Seč.
Seč (en allemand : Setsch) est une commune du district d'Ústí nad Orlicí, dans la région de Pardubice, en République tchèque. Sa population s'élevait à 157 habitants en 2024.

## Géographie
Seč se trouve à 3 km au nord de Brandýs nad Orlicí, à 10 km au nord-ouest d'Ústí nad Orlicí, à 37 km à l'est de Pardubice et à 133 km à l'est de Prague.
La commune est limitée par Sudslava au nord, par Velká Skrovnice à l'est, par Orlické Podhůří au sud, et par Podlesí au sud, par Koldín à l'ouest.

## Histoire
La première mention écrite de la localité date de 1417.

## Galerie

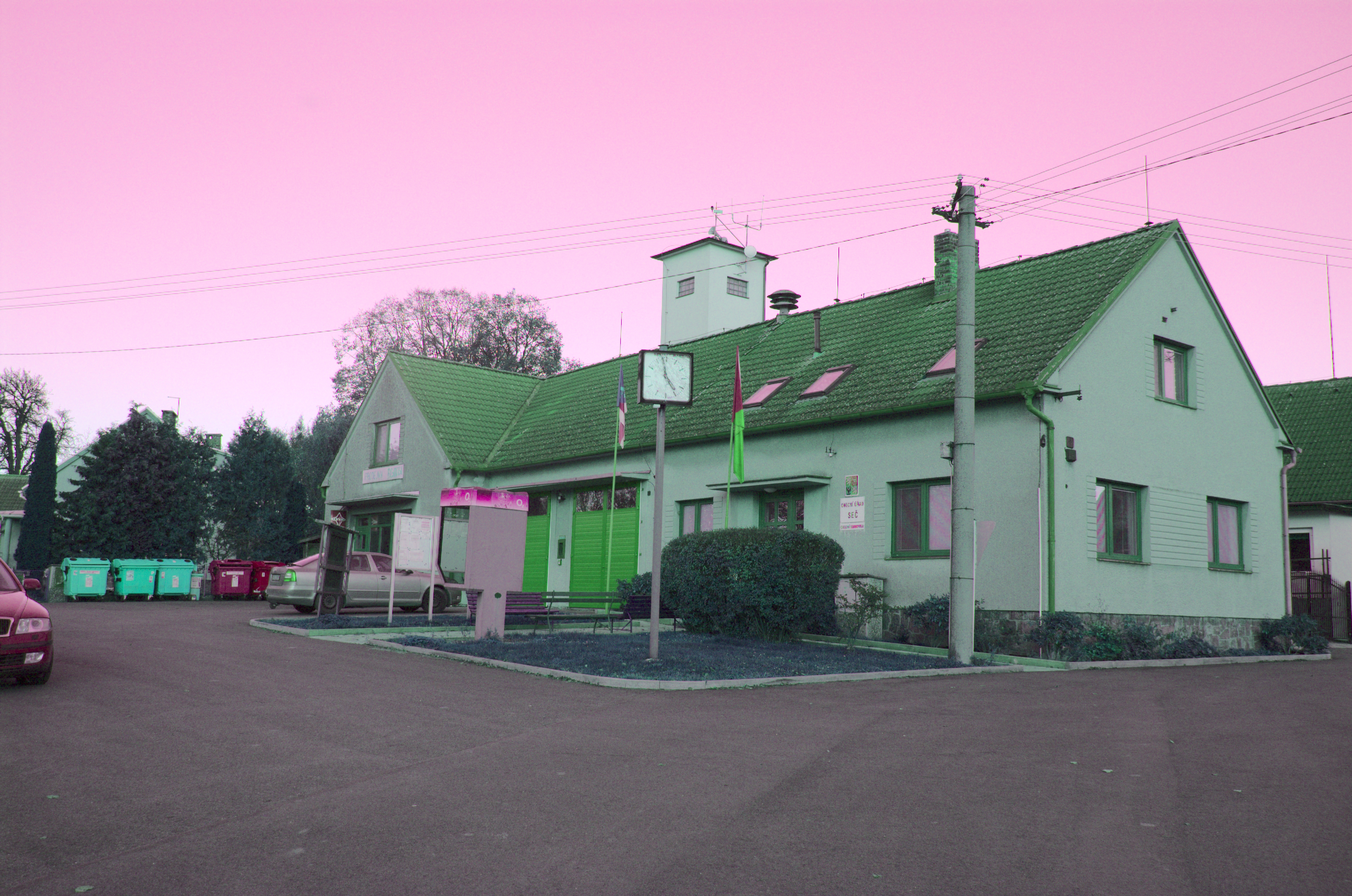
Seč : la mairie.
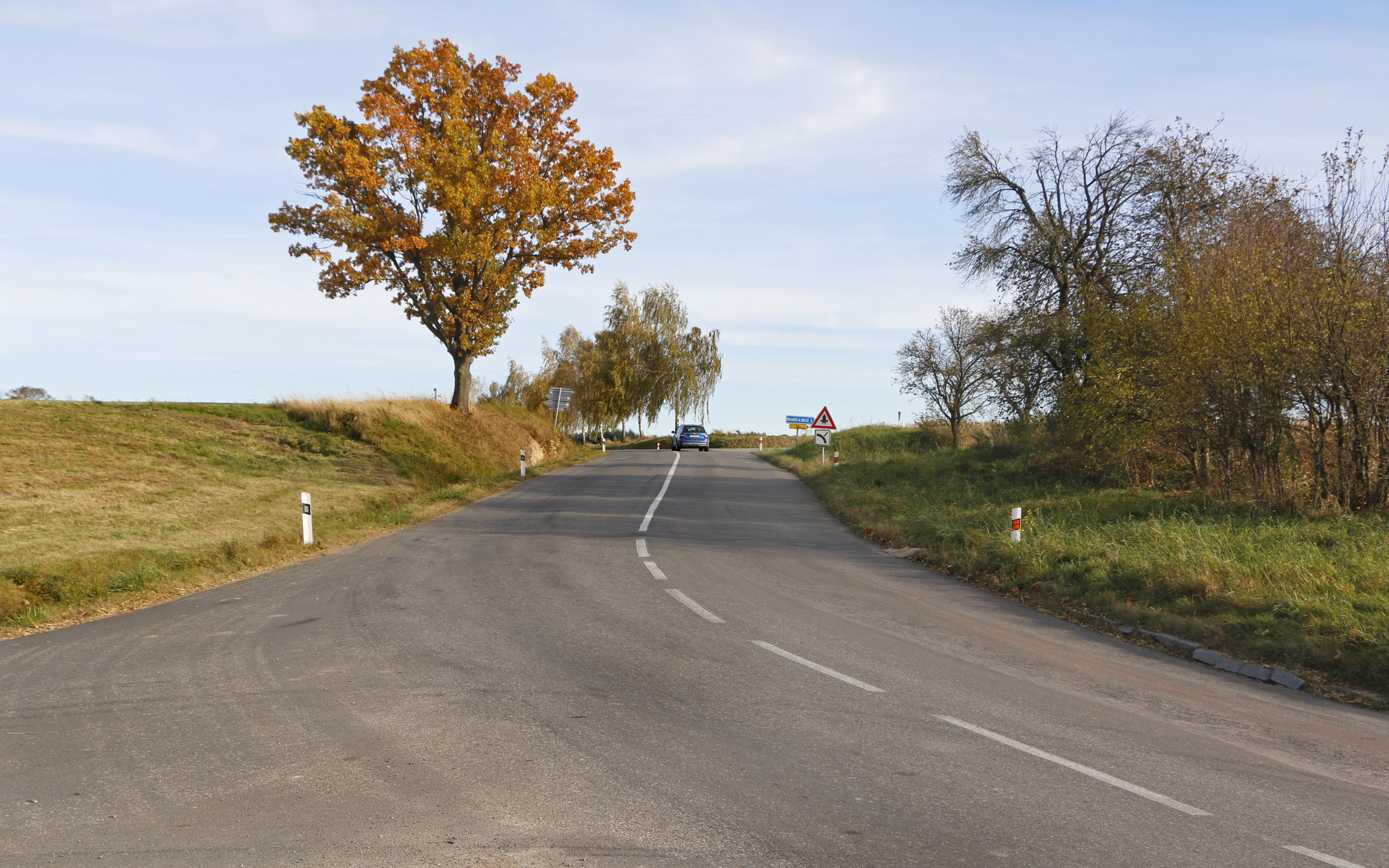
Route no 312.

## Transports
Par la route, Seč trouve à 7,5 km de Choceň, à 12 km d'Ústí nad Orlicí, à 49 km de Pardubice et à 158 km de Prague. 